# Rivière Barnoin
Der Rivière Barnoin ist ein Fluss im äußersten Nordosten der kanadischen Provinz Québec.

## Flusslauf
Der Rivière Barnoin entspringt in den Torngatbergen im Nordosten der Labrador-Halbinsel. Er fließt in überwiegend nordwestlicher Richtung zur Ungava Bay. Im Unterlauf durchfließt der Riviere Barnoin die Seen Lac Amittuujaq und Lac Ujarasujjulik. Er verläuft südlich vom Rivière Koroc und mündet 8 km südlich von dessen Mündung und 15 km östlich vom Rivière George an der Ostküste der Ungava Bay in das Ujarasujjulik Inlet. Der etwa 106 km lange Fluss entwässert ein Areal von 1630 km². Der mittlere Abfluss beträgt 30,6 m³/s. 